# 조르즈 코시코브
조르즈 코시코브(Жоржи Косиков)는 브라질의 작가, 변호사이자 의사이다.